# Daegu

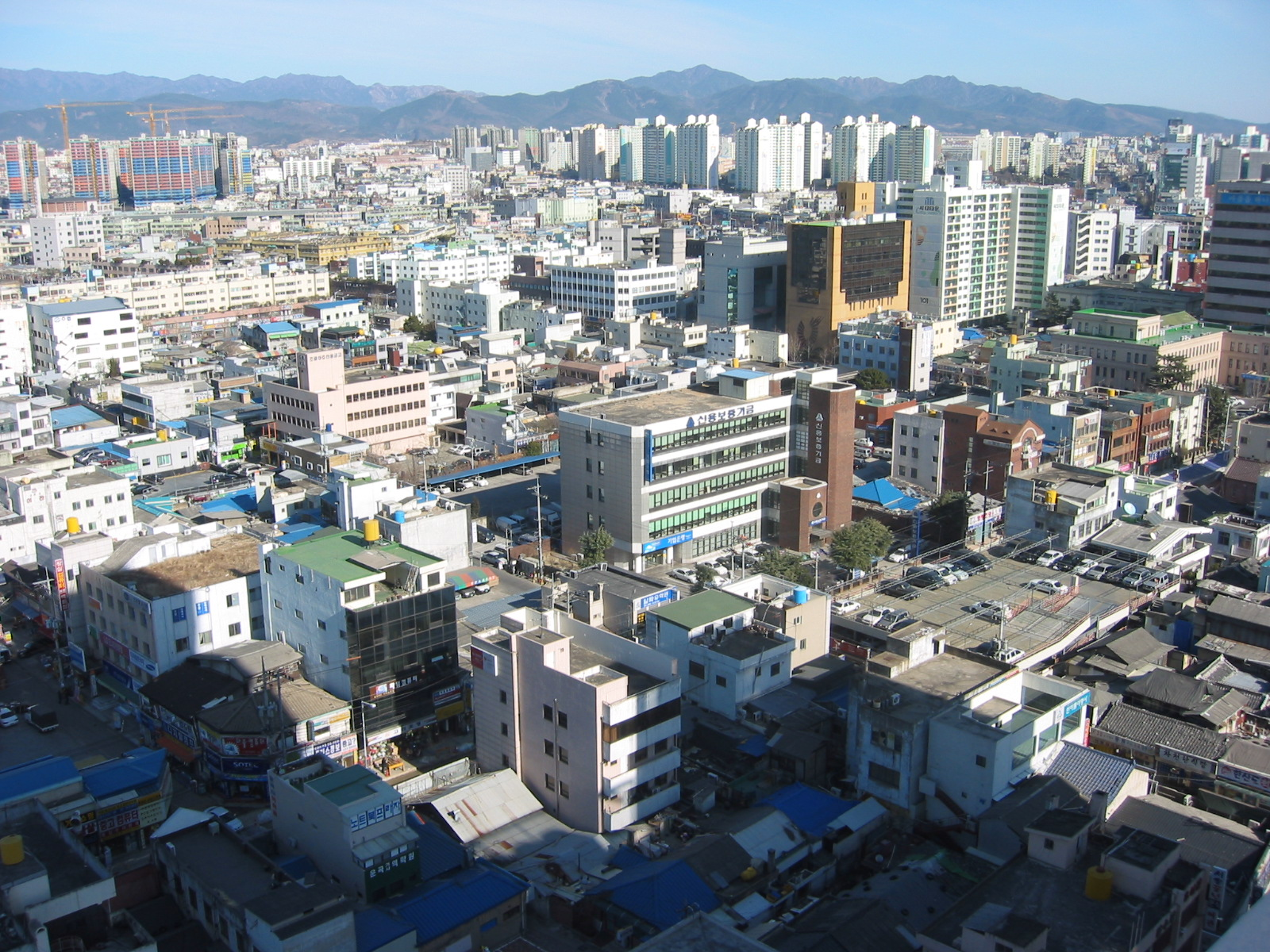
Centrul oraşului

Daegu, pronunțat de asemenea Taegu, (oficial Orașul Metropolitan Daegu), este al patrulea oraș ca mărime din Coreea de Sud, după Seul, Busan și Incheon. Este capitala provinciei Gyeongsangbuk-do, deși nu este oficial parte din provincie. Ca și alte orașe metropolitane, Guvernul din Daegu este subordonat Guvernului național. Coordonatele sale geografice sunt 35°52′N 128°36′E / 35.867°N 128.600°E.

## Personalități născute aici
- Kim Tae-yeon (SNSD) (n. 1989), cântăreață;
- Min Yoon-gi (SUGA) (n. 1993), cântăreț;
- Kim Tae-hyung (V) (n. 1995), cântăreț;
- Choi Beom-gyu (Beomgyu) (n. 2001), cântăreț.

1. ↑   https://www.daegu.go.kr/index.do?menu_id=00000253, accesat în 6 iulie 2023 Lipsește sau este vid: |title= (ajutor)